# Unciaal 082
Unciaal 082 (Gregory-Aland), is een van de Bijbelse handschriften in de Griekse taal. Het dateert uit de 6e eeuw en is geschreven met uncialen op perkament.

## Beschrijving
Het bevat de tekst van Brief aan de Efeziërs 4:2-18. De gehele codex bestaat uit 1 blad en werd geschreven in twee kolommen per pagina, 26 regels per pagina. De grootte van de bladeren is onbekend (weliswaar in fragmentarische toestand).
De Codex geeft de gemengde tekst weer, Kurt Aland plaatste de codex in Categorie III.

## Geschiedenis
Het handschrift werd verzameld door Konstantin von Tischendorf (1868), Kurt Treu (1966), en Pasquale Orsini.
Het handschrift bevindt zich in de Nationaal Historisch Museum (V. 108), in Moskou.